# Paulaner Brauerei
Die Paulaner Brauerei ist eine Brauerei in München und die Führungsgesellschaft der Paulaner Brauerei Gruppe.

## Geschichte
Der Name der Brauerei bezieht sich auf den Paulanerorden, der von Franz von Paola in Süditalien gegründet wurde und der bei München das Kloster Neudeck ob der Au 1627/29 vom Orden der Basilianer übernommen hatte.
Die Mönche des Paulanerordens brauten spätestens seit dem 24. Februar 1634 ihr Bier für den Eigenbedarf. An diesem Tag legten die bürgerlichen Münchner Brauer Beschwerde beim Bürgermeister ein, um den Verkauf des selbstgebrauten Bieres der Paulaner Mönche im Kloster Neudeck ob der Au zu verbieten. Sie blieb erfolglos. Diese erste offizielle Erwähnung gilt als Gründungsdatum der Paulaner Brauerei.
Das Paulanerbier, das an den Festtagen des Ordensgründers öffentlich ausgeschenkt werden durfte, war ein Bockbier, das bald lokale Berühmtheit erlangte. 1751 bekamen die Mönche von oberster Stelle die offizielle Ausschankgenehmigung. Zum Dank luden die Paulaner Mönche den Kurfürsten und seine Gattin ins Kloster ein, um den ersten Krug des Fastenbieres zu kosten. Eine Tradition, die noch vor jeder Salvatorprobe gepflegt wird, wenn der Paulaner Brauereichef dem bayerischen Ministerpräsidenten die erste Mass Salvator, wie zur Kurfürstenzeit, mit den Worten „Salve pater patriae! Bibas, princeps optime“(„Sei gegrüßt, Vater des Vaterlandes! Trinke, bester Fürst!“) überreicht.
1773 wechselte Valentin Stephan Still vom Paulanerkloster Amberg ins Kloster Neudeck ob der Au. Er setzte als „Bruder Barnabas“ mit seiner Braukunst neue Maßstäbe in Sachen Qualität und Geschmack. Seine Rezeptur gilt noch als Basis des Paulaner Salvator. Nach ihm ist auch die von 1992 bis 2010 verwendete Figur des Nockherberg-„Predigers“ (s. u.) benannt.
Nach der Aufhebung des Paulanerklosters Neudeck im Jahr 1799 wurden die Klostergebäude, im Münchner Stadtteil Au gelegen, in ein Zuchthaus (bis 2009 Justizvollzugsanstalt Neudeck) umgewandelt. 1806 erwarb der Braumeister Franz Xaver Zacherl die ehemalige Brauerei des Klosters und führte die Bockbiertradition fortan unter dem Namen Salvator weiter. Zacherl starb Ende der 1840er Jahre. Da er kinderlos war, wurde nach seinem Tod die Brauerei durch seinen Neffen Ludwig Schmederer sowie Heinrich Schmederer übernommen und in „Gebrüder Schmederer Aktienbrauerei“ umbenannt. 1861 wurde der Salvatorkeller auf dem unweit der Brauerei gelegenen Nockherberg eröffnet.

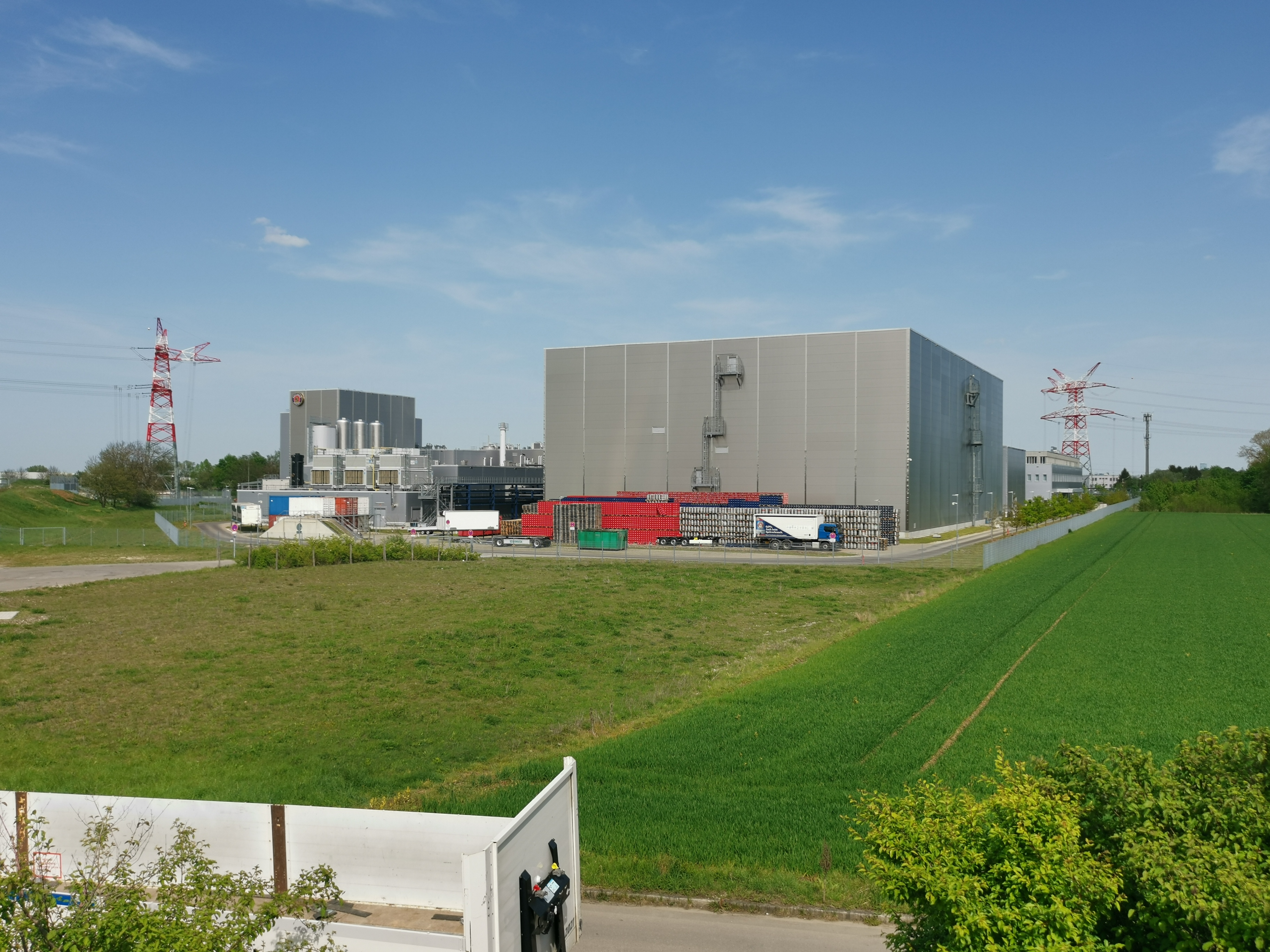
Moderne Paulaner Brauerei Autobahnkreuz München-West

1896 erfolgte am 8. März die Eintragung des Warenzeichens „SALVATOR“ in die Zeichenrolle des Kaiserlichen Patentamts in Berlin. Diesem Schritt gingen jahrelange Auseinandersetzungen voraus, denn jahrelang wurde von zahlreichen anderen Brauereien ein Bier unter demselben Namen vertrieben. 1897 gewann Schmederer im von der Presse so bezeichneten „Bierkonfessionskrieg“ gegen die Fürther Brauerei Geismann, welche gerichtlich mit der Rechtsauffassung unterlag, dass es sich beim Namen „Salvator“ um eine Typenbezeichnung (vgl. Pils, Märzen) handle. Als gesetzlich geschütztes Warenzeichen wurde die Anerkennung aber erst mit Beschluss vom 20. Juni 1899 des Kaiserlichen Patentamts Berlin endgültig. In diesem Zuge erfolgte die Umbenennung von „Gebrüder Schmederer Aktienbrauerei“ in „Paulaner-Salvator-Brauerei“.

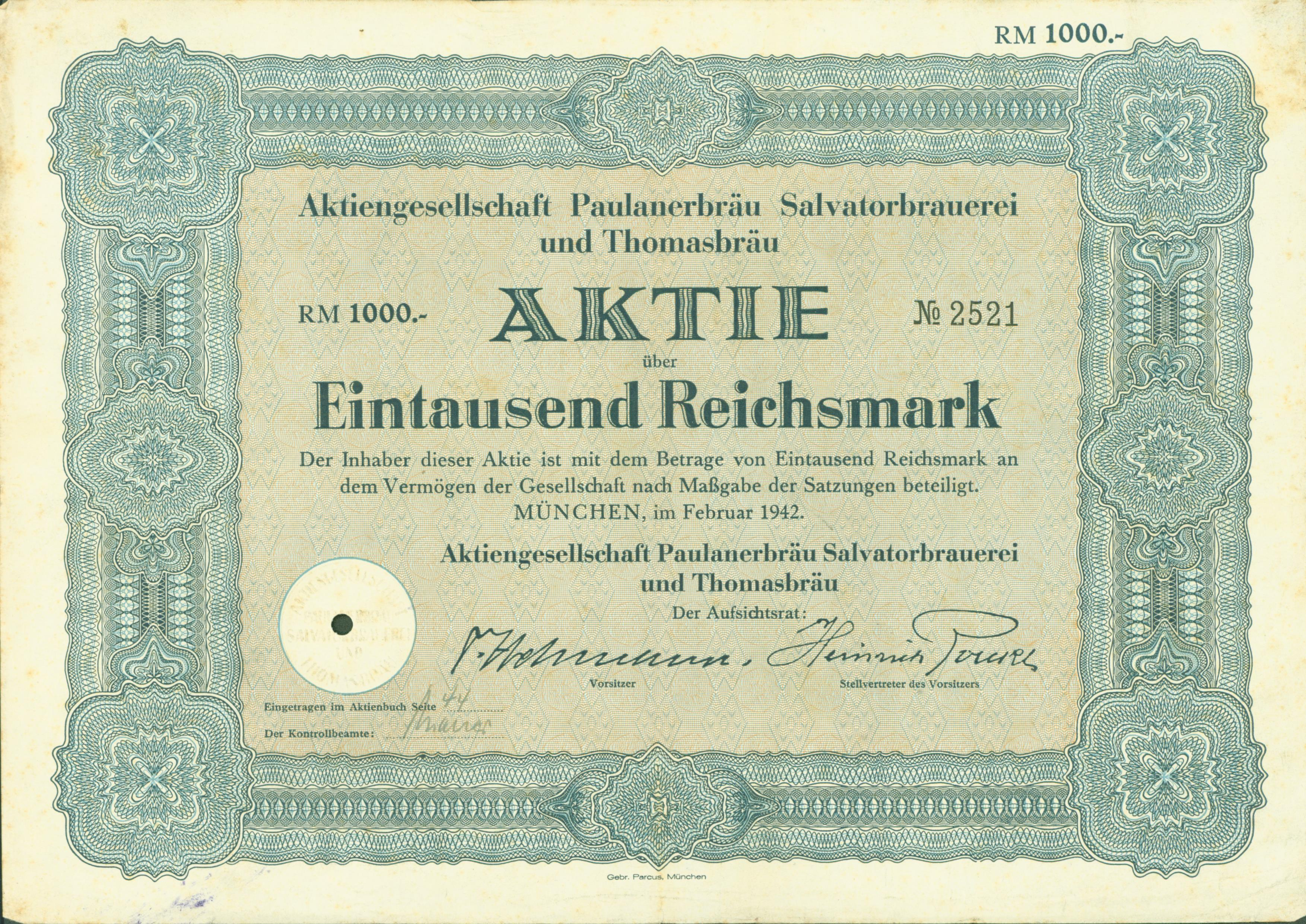
Aktie über 1000 RM der AG Paulanerbräu Salvatorbrauerei und Thomasbräu vom Februar 1942

1928 erfolgte die Fusion mit der Gebrüder Thomass Bierbrauerei in München zum Paulaner Salvator Thomas Bräu. Nach einem Bombenangriff im Zweiten Weltkrieg 1944 wurde die Brauerei zum größten Teil zerstört. Bis 1950 wurde sie komplett wieder aufgebaut. 1994 erfolgte die Umwandlung in die Paulaner Brauerei AG, die schon 1999 wieder zur Paulaner GmbH und Co. KG umgewandelt wurde.
Nachdem die Brauerei die Kapazitätsgrenze in der Regerstraße 28 erreichte, wurde 2014 im Stadtteil Langwied der Grundstein für den Brauereineubau gelegt. Seit Februar 2016 wird das Bier komplett in Langwied produziert (Vollbetrieb). Für den Neubau der Brauerei wurde eine 380 kV-Hochspannungsleitung im Bereich der Brauerei in einem begehbaren Tunnel als GIL-Leitung verlegt. Dies ist eine der wenigen Anlagen ihrer Art überhaupt.
Am 4. Juli 2017 wurde die bisherige Paulaner Brauerei GmbH & Co. KG mit der Brau Holding International GmbH & Co. KGaA verschmolzen und ging über in die Paulaner Brauerei Gruppe GmbH & Co. KGaA. Die Paulaner Brauerei war zuvor je zur Hälfte im Besitz der Brauholding International und der Schörghuber Unternehmensgruppe.
Zum 1. Januar 2023 kaufte die Paulaner Brauerei den Standort Gotha der Oettinger Brauerei.

## Brauereigruppe
Die Paulaner-Brauerei ist die Führungsgesellschaft der Paulaner Brauerei Gruppe GmbH & Co. KGaA, die sich zu 70 % im Eigentum der Schörghuber Unternehmensgruppe und zu 30 % im Eigentum der niederländischen Heineken International B.V. befindet.
Zur Paulaner Brauerei Gruppe GmbH & Co. KGaA gehören Hacker-Pschorr Bräu, die Fürstlich Fürstenbergische Brauerei, Auerbräu, Hopf Weißbierbrauerei, Privatbrauerei Schmucker und die Privatbrauerei Hoepfner. Zudem hält die Brauerei Gruppe eine Beteiligung von 63,8 Prozent an der börsennotierten Kulmbacher Brauerei AG.
Die Barth-Haas-Group listet die Paulaner Brauerei Gruppe zum 31. Dezember 2020 auf Platz 33 der 40 größten Brauereigruppen der Welt.

## Produkte

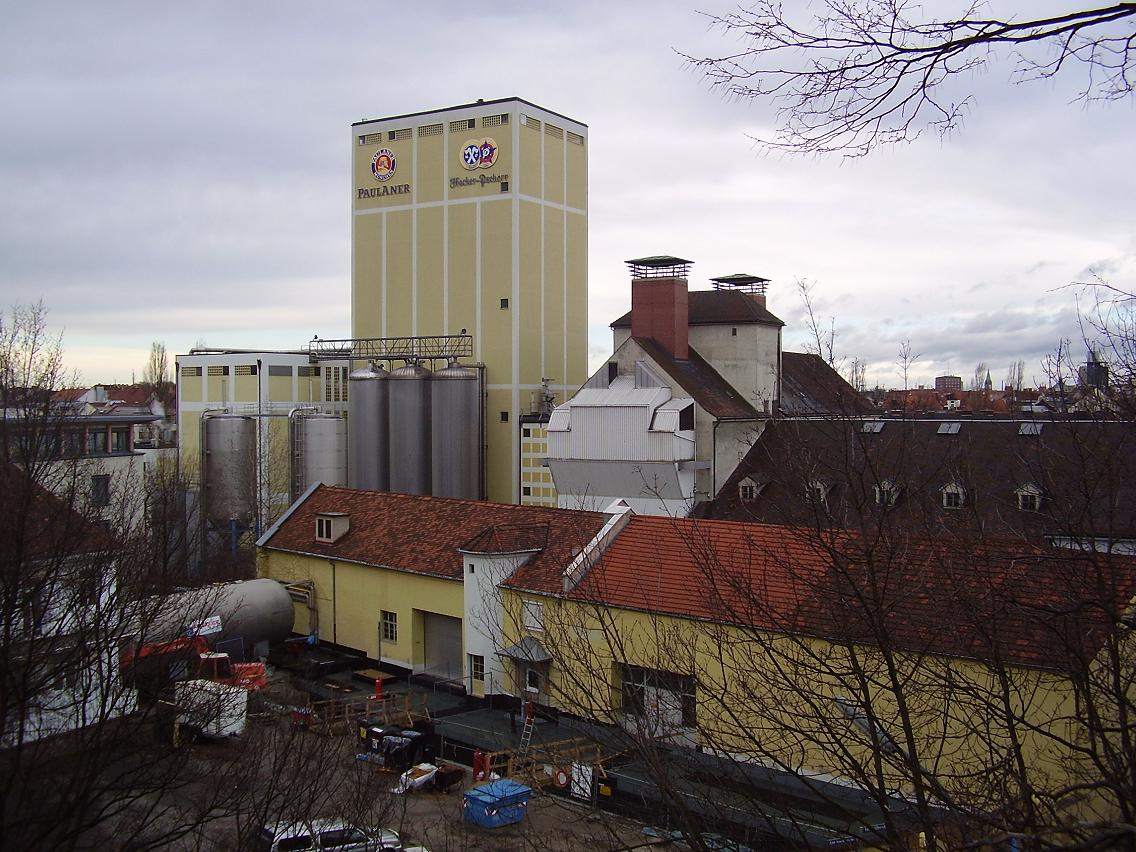
Ehemalige Betriebsstätte in der Falkenstraße 11

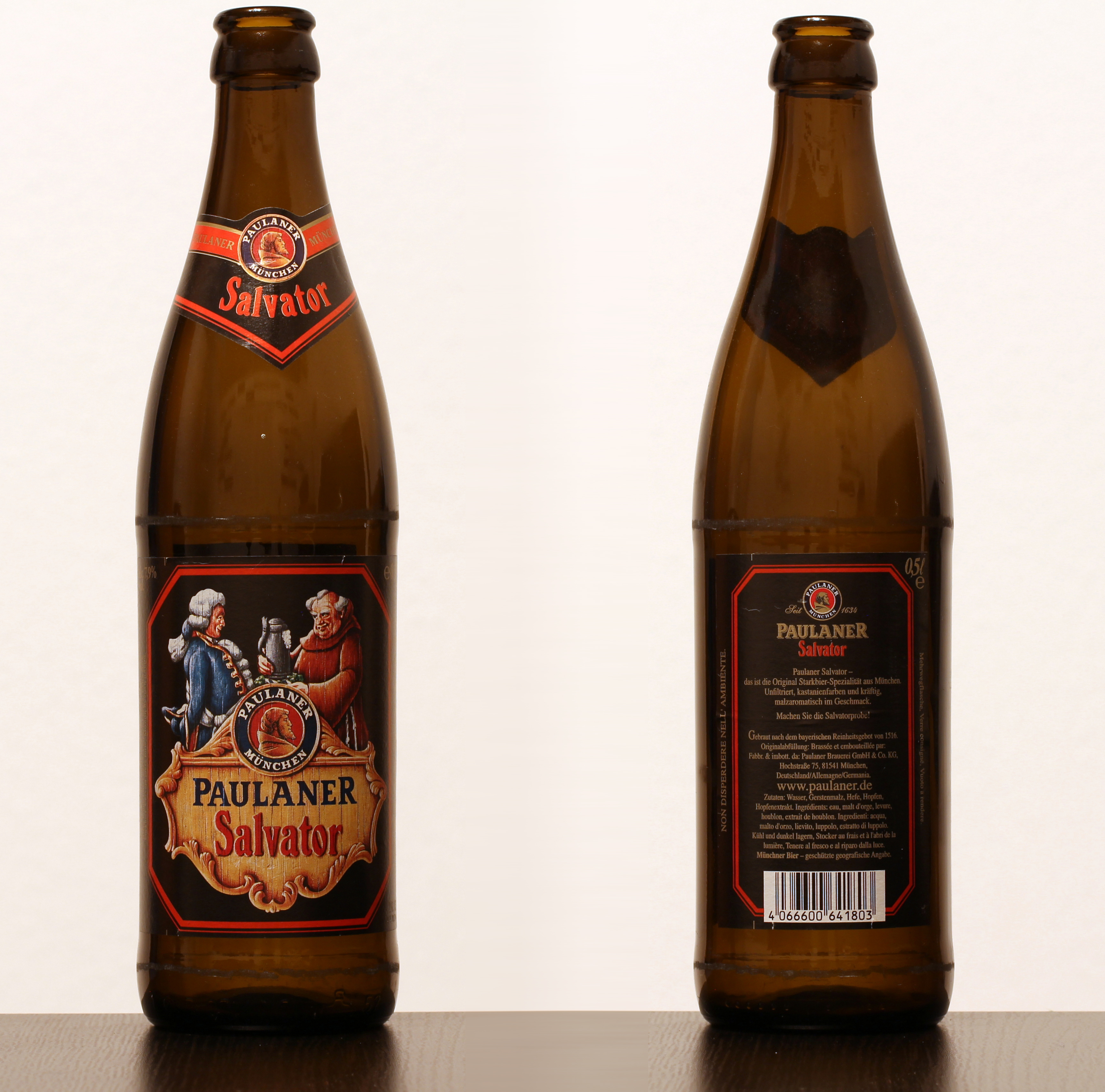
Paulaner Salvator

Es gibt verschiedene Produkte im Sortiment der Brauerei (Stand 2025):
- Weißbier (Hefe-Weißbier Naturtrüb / Hefe-Weißbier Dunkel / Kristall / Leichte Weiße / Hefe-Weißbier Alkoholfrei / Weißbier 0,0 %)
- Münchner Biere (Hell / Urtyp / Hell Alkoholfrei)
- Bierspezialitäten (Oktoberfest Bier / Salvator)
- Biermischgetränke (Natur Radler / Weißbier Zitrone / Weißbier Zitrone 0,0 %)
- Alkoholfreie Getränke (Paulaner Spezi / Paulaner Spezi Zero / Paulaner Limo Orange / Paulaner Limo Zitrone)

Die Brauerei hat sich durch eine einmalige Zahlung vor Gründung des Spezi Markengetränke Verband vom Brauhaus Riegele aus Augsburg eine Dauerlizenz für die Nutzung des Namens erworben, und zwar die Lizenz Spezi Wz 705 093. Rezept und Erscheinungsbild unterscheiden sich jedoch deutlich vom Original. Dieses Recht hat die Paulaner Brauerei gemäß der Vereinbarung allerdings nur in Deutschland. 2023 gab die Brauerei bekannt, das Getränk auch auf den amerikanischen Markt bringen zu wollen. Im August 2023 beantragte Paulaner in den USA dazu den Schutz der Wortmarke Paulaner Sunset.
Salvator und Oktoberfest Bier (Eigenschreibweise) sind saisonale Produkte und nicht ganzjährig verfügbar. Salvator ist im Frühjahr zur Fastenzeit und das Oktoberfest Bier im Sommer vor Beginn des Oktoberfestes erhältlich.
Ehemalige Produkte: Diät-Bier, Pils, Märzen, Roggen Naturtrüb, Natur Radler Grapefruit, Natur Radler Alkoholfrei, Weißbier Zitrone Alkoholfrei, Hefe-Weißbier Leicht, Isar Weisse, Ur-Dunkel, Zwickl
Von 2013 bis 2014 gab es eine limitierte Paulaner Braumeister Edition: Münchner Revoluzzer, Weibersud, Bockige Bazi. Diese Produkte wurden in NRW-Flaschen in 6er Pack im Karton angeboten.
Seit Anfang 2021 wird das Münchner Hell statt in der NRW-Flasche wieder in der Euro-Flasche und in roter Retro Bierkiste angeboten.
Seit Anfang März 2024 ist Paulaner Limo Orange erhältlich und ein Jahr später März 2025 Paulaner Limo Zitrone. 
Alle Biere werden nach dem bayerischen Reinheitsgebot von 1516 gebraut.
Die Brauerei legt nach eigenen Angaben Wert auf bayerische Rohstoffe. Der Hopfen kommt zum größten Teil aus der Hallertau und das Malz aus der näheren Umgebung um München. Das Brauwasser wird aus Tiefbrunnen mit 190 Metern Tiefe zu Tage gefördert. Zudem betreibt Paulaner eine eigene Hefezucht.

## Oktoberfest
Paulaner beliefert auf dem Münchner Oktoberfest drei große Festhallen: Das Armbrustschützenzelt, die Käfer Wiesnschänke sowie das Paulaner Festzelt. Letzteres ist das Zelt der Brauerei und war mit dem Neubau 2010 das erste Wiesnzelt mit zentraler Bierringleitung, die alle Schänken versorgt. Viele kleinere Zelte auf der „Wiesn“ schenken ebenfalls Paulaner aus.

## Salvator-Probe und Starkbierfest
Jährlich im Frühjahr findet im Paulaner am Nockherberg das etwa zwei Wochen dauernde Starkbierfest statt. Den Auftakt bildet die Salvator-Probe mit Festrede und Singspiel, bei der besonders die bayerischen Landespolitiker (und einige ausgewählte Bundespolitiker) „derbleckt“, d. h. auf die Schippe genommen werden. Ursprung hat die Veranstaltung in der ersten Ausschankgenehmigung von 1751 (s. o.). 1891 hielt der Volkssänger Jakob Geis eine humorige Rede auf die anwesenden Gäste, die Fastenpredigt bzw. Salvatorrede wurde damit geboren. Politisch wurde die Salvatorrede erst 1954 mit der Premiere vom beliebten G’stanzl Sänger Roider Jackl am Nockherberg. Diesem Vorbild folgten seine Nachfolger, meist berühmte Bayerische Kabarettisten oder Schauspieler. Den Rekord hält Emil Vierlinger, der insgesamt 25 Mal bei der Salvator-Probe auftrat. 1992 schlüpfte der Schauspieler Max Grießer in die Rolle des Bruder Barnabas. Ihm folgten Erich Hallhuber, Gerd Fischer und Bruno Jonas. Von 2008 bis 2010 war der Schauspieler Michael Lerchenberg „Bruder Barnabas“ und damit Festredner. Im Singspiel war er schon seit ca. 1984 Darsteller des ehemaligen bayerischen Ministerpräsidenten Edmund Stoiber. 2010 traten Lerchenberg und sein Co-Autor Christian Springer nach einem Fauxpas – manche sprachen von einem Eklat – zurück. Von 2011 bis 2018 wurde die Fastenpredigt von der Kabarettistin Luise Kinseher in der Rolle der „Bavaria“ gehalten. Im Jahr 2019 übernahm der Kabarettist Maxi Schafroth die Rolle des Fastenpredigers. 1991 fiel die Salvatorprobe wegen des Golfkriegs aus und 2003 wegen des Irakkriegs. 2009 wurde die für den 12. März vorgesehene Starkbierprobe wegen des Amoklaufs in Winnenden ans Ende des Salvator-Ausschanks, auf den 2. April verschoben. 2020 hätte die 70. Salvator-Probe stattgefunden, fiel wegen der COVID-19-Pandemie aus. 2021 fand die Salvator-Probe mit virtuellen Gästen ohne Singspiel statt und 2022 fiel die Salvator-Probe wegen des Krieges in der Ukraine aus. Am 3. März 2023 fand die 70. Veranstaltung mit der Rede vom Maxi Schafroth und Singspiel wieder vor dem Publikum statt. Ab 2026 wird Stephan Zinner der neue Fastenprediger.
Ausschnitte aus dieser Veranstaltung werden seit 1982 vom Bayerischen Rundfunk im Fernsehen gesendet, seit 2009 wird die Salvator-Probe live im Bayerischen Rundfunk übertragen.
| Jahr      | Name                 |
| --------- | -------------------- |
| 1891      | Jakob Geis           |
| 1922–1932 | Weiß Ferdl           |
| 1951–1953 | Adolf Gondrell       |
| 1954–1974 | Roider Jackl         |
| 1975–1978 | Emil Vierlinger      |
| 1979      | Michl Lang           |
| 1980      | Ernst Maria Lang     |
| 1981      | Klaus Havenstein     |
| 1982–1990 | Walter Sedlmayr      |
| 1991      | Toni Berger          |
| 1992–1996 | Max Grießer          |
| 1997–1998 | Erich Hallhuber      |
| 1999–2003 | Gerd Fischer         |
| 2004–2006 | Bruno Jonas          |
| 2007      | Django Asül          |
| 2008–2010 | Michael Lerchenberg  |
| 2011–2018 | Luise Kinseher       |
| 2019–2025 | Maximilian Schafroth |

## Salvator-Preis
Der Paulaner Salvator-Preis ist ein 2017 ins Leben gerufener Förderpreis der Paulaner Brauerei. Ziel des Preises ist die Stärkung von gesellschaftlichem Engagement in München und die Unterstützung von Projekten, die das Miteinander im urbanen Raum ausbauen. Die Fördersumme beträgt bis zu 80.000,00 Euro – sie kann auch auf mehrere Projekte aufgeteilt werden.
Die Gewinner aus dem Jahr 2019 sind
- Über den Tellerrand kochen München e. V. (Fördergeldsumme 30.000,00 Euro)
- „Olytopia“ von rehab republic e. V. (Fördergeldsumme 25.000,00 Euro)
- D’Schwuhplattler e. V. (Fördergeldsumme 15.000,00 Euro)[33]

Die Jury setzte sich 2020 zusammen aus Andreas Steinfatt (Geschäftsführer Paulaner Brauerei), Bernhard Taubenberger (Leiter Kommunikation und Marketing Schörghuber Unternehmensgruppe), David Dietl (Regisseur), Ute Bertel (Direktorium der Stadt München), Christian Boenisch (Arbeiter-Samariter-Bund München/Oberbayern), Dominik B. Domnik (CFO Social Entrepreneurship Akademie), Martina Wegner (Fakultät für Angewandte Sozialwissenschaften, Hochschule München) und Bud Willim (Senior Berater Schomerus).

## Werbung
Der Werbeslogan der Brauerei lautet seit vielen Jahrzehnten „Gut. Besser. Paulaner.“ Er wurde 1964 von Dieter Hanitzsch erfunden.
Ein wichtiger Werbeträger war bis zum Jahr seiner Ermordung (1990) der Münchener Volksschauspieler Walter Sedlmayr.

### Paulanergarten-Geschichten
Die Paulaner Brauerei warb über mehrere Jahre hinweg mit einem Format namens Geschichten aus dem Paulanergarten. In den etwa 20-sekündigen Spots wurden oftmals lustige, gestellt wirkende Situationen nachgestellt, die sich mit hoher Wahrscheinlichkeit in der Realität so nie ereignen würden. In manchen Spots dieser Reihe spielten Testimonials wie Waldemar Hartmann und Oliver Kahn mit.
Dieses populäre Werbeformat prägte den Internetbegriff Paulaner, mit dem auf Social-Media-Plattformen, allen voran der Studenten-App Jodel, der Verdacht geäußert wird, dass eine erzählte Geschichte frei erfunden sei.
Darüber hinaus wurde das Werbeformat auch von Günter Grünwald als Geschichten aus dem Pauliandergarten parodiert.

## Trivia
- Paulaner führte als erste Brauerei 1986 ein alkoholfreies Weißbier ein.[39]
- Das Unternehmen ist einer der Sponsoren des FC Bayern München.
- Paulaner exportiert in über 70 Länder der Welt.[40]
- Über 100 Oktoberfeste weltweit schenken Paulaner Oktoberfestbier aus.
- Paulaner betreibt aktuell weltweit 37 Paulaner Bräuhäuser, davon je sieben in Deutschland und Russland sowie 23 in Asien (Stand: Mai 2023).[41]